# Związek Patriotyczny
Związek Patriotyczny – polska tajna, elitarna organizacja polityczna, utworzona na początku listopada 1918 roku przez działaczy Związku Młodzieży Polskiej „Zet”, działająca do II wojny światowej.

## Historia i powstanie
Powstały w 1886 roku trójzaborowy, tajny „Zet” miał wieloszczeblową strukturę. Jego najwyższym organem była tzw. „Centralizacja”, wybierana spośród „braci zetowych” skupionych w terenowych Kołach Braterskich. Za pomocą tych ogniw i ich członków „Zet” kierował wieloma organizacjami i stowarzyszeniami młodzieży szkół średnich i wyższych, m.in. Organizacją Młodzieży Narodowej. 27 lipca 1918 roku w czasie trójzaborowego tajnego zjazdu „Zet” w Krakowie 12-osobowa grupa młodych braci (m.in. Stanisław Cheliński, Aleksander Graff, Władysław Hedinger, Stanisław Janikowski, Przemysław Podgórski, Włodzimierz Seydlitz, Lech Suchowiak, Kazimierz Wyszyński i Gustaw Zieliński), którzy rozstawali się (lub już się rozstali) z życiem akademickim, wystąpiła z prośbą o udzielenie jej członkom „urlopu bezterminowego” (członowie „Zet” nie mieli prawa, na swój wniosek, występować z organizacji). Dwunastka ta, wraz z kilkoma innymi starszymi braćmi zetowymi (w tym: Wiesławem Czermińskim, Zdzisławem Lechnickim, Gustawem Orlicz-Dreszerem) przyjęła opracowany przez Kazimierza Wyszyńskiego statut i deklarację ideową, a kilka miesięcy później, na początku listopada 1918 roku, utworzyła Związek Patriotyczny (ZP), wybrano komitet centralny, zwany „Centralizacją”, a dla celów konspiracyjnych – „C.” lub „Ciotką”.

## Działalność
Związek Patriotyczny w okresie międzywojennym stał się organizacją, do której przystępowali – po wyjściu ze środowiska akademickiego – wybitni członkowie młodzieżowego „Zet”-u, który pozostawał w tym czasie również organizacją niejawną. W latach 1918–1920 ta baza werbunkowa bardzo jednak stopniała ze względu na powszechny udział patriotycznej młodzieży w wojnie polsko bolszewickiej. Po rozwiązaniu się OMN „Zarzewia” 19 lutego 1920 roku, jej członkowie zasilili „Zet”, a następnie ZP.
Procedura przyjmowania do ZP polegała na tym, że inicjatywa przyjęcia wychodziła zawsze od członka Związku. Dopiero po zaakceptowaniu kandydatury przez dwa szczeble organizacji proponowano kandydatowi przystąpienie do ZP i zaprzysiężenie. W miarę rozbudowy struktury organizacyjnej budowano jej ogniwa terenowe. W miastach, w których było co najmniej 5 członków, tworzono Koła ZP. Koła były zjednoczone w okręgi, których siedziby znajdowały się w Warszawie, Krakowie, Lwowie, Poznaniu i Wilnie oraz — prawdopodobnie przez pewien czas — w Lublinie i Toruniu. Ponadto istniał okręg w Berlinie. Co roku zjazd okręgowy wyłaniał 3-osobowy Komitet Okręgowy. Co roku również odbywał się Zjazd Centralny, na którym wybierano 3- lub 5-osobowy Komitet Centralny. Od 1931 roku powoływano również Radę Polityczną w proporcji 1 członek na 10 członków ZP.
Członkowie ZP działali w administracji państwowej, partiach politycznych i wielu innych organizacjach, m.in. w Towarzystwie Straży Kresowej, Związku Rad Ludowych, Instytucie Bałtyckim, Instytucie Śląskim, Związku Harcerstwa Polskiego, mieli też wpływy w organizacjach polonijnych, m.in. w Radzie Organizacyjnej Polaków z Zagranicy, Związku Polaków w Niemczech.
ZP zaakceptował rząd Ignacego Daszyńskiego (niektórzy członkowie rządu byli w szeregach ZP) i rząd Ignacego Jana Paderewskiego, podzielając stanowisko umiarkowanej lewicy. Uznano decydującą rolę Józefa Piłsudskiego w Państwie. ZP propagował swoje poglądy przez czasopisma kontrolowanych przez siebie organizacji i środowisk. Akcentował nastroje antyziemiańskie, spółdzielczość, konieczność ułożenia stosunków z miejscową ludnością niepolską na zasadzie równouprawnienia obywatelskiego, przy zachowaniu i ekspansji polskiej hegemonii kulturowej, przeciwstawiając się koncepcjom nacjonalistycznym.
Pierwszy duży sukces polityczny ZP odniósł w czasie wyborów do Sejmu Litwy Środkowej 8 stycznia 1922 roku. Kontrolowany przez ZP Związek Rad Ludowych objął 34 mandaty na 106 miejsc, uzyskując 35,6% głosów, a członkowie ZP Antoni Łokuciewski i Józef Małowieski zostali odpowiednio marszałkiem i jednym z wicemarszałków sejmu. W związku z analogiczną postawą posłów endecji sejm ten opowiedział się za przynależnością Wileńszczyzny do państwa polskiego.
W czasie ogólnopolskich wyborów parlamentarnych w 1922 roku ZP poniósł porażkę, nie wprowadzając ze Związku Rad Ludowych żadnego parlamentarzysty. Od tego czasu ZP skierował znaczne siły na zacieśnienie więzów ze środowiskiem robotniczym, współpracując z Narodową Partią Robotniczą. W połowie lat 20. pojawiły się wśród członków ZP również poglądy syndykalistyczne.
W maju 1926 roku ZP poparł przewrót majowy, podobnie, jak mniej lub bardziej kontrolowane przez niego jawne: NPR, Związek Strzelecki, Centralny Związek Osadników i Związek Powstańców Śląskich. Działacze ZP 28 maja 1926 roku zainspirowali utworzenie przez te 3 ostatnie stowarzyszenia Związku Naprawy Rzeczypospolitej. Część działaczy ZP, głosząc hasła syndykalistyczne, utworzyła m.in. Generalną Federację Pracy i Związek Związków Zawodowych (Jerzy Szurig, Stefan Szwedowski), część współdziałała z BBWR.
W latach 1936–1937 nastąpił rozłam w Związku Patriotycznym, w wyniku oddalania się od siebie dwóch grup: sanacyjnej i syndykalistycznej. Odłam sanacyjny poparł w 1937 roku Obóz Zjednoczenia Narodowego. Część syndykalistyczna związała się ze Związkiem Związków Zawodowych, który w czasie swego III Zjazdu (7 marca 1937 roku) niemal jednogłośnie odrzucił propozycję przystąpienia do OZN. Poza Szurigiem i Szwedowskim odłam syndykalistyczny był kierowany przez Kazimierza Zakrzewskiego i Stefana Bratkowskiego.
Odłam sanacyjny działał do 1939 roku, poniósłszy wielkie straty we wrześniu 1939 roku, syndykalistyczny – był aktywny do 1945 roku. Syndykaliści z ZP, opierając się na aktywie ZZZ, powołali w październiku 1939 roku Związek Syndykalistów Polskich.

## Członkowie Związku Patriotycznego
ZP liczył stu kilkudziesięciu (do 200) członków. Do jego wybitnych przedstawicieli należeli:

- Wiktor Ambroziewicz
- Stanisław Antoniewski
- Jan Bartoszczyk
- Adam Bederski
- Józef Bek[18]
- Leon Bigosiński
- Stefan Janusz Bratkowski
- Halina Brzoskówna (od 1934)
- Bronisław Budkiewicz (od 1934)
- Stanisław Bukowiecki[18]
- Adam Chądzyński[18]
- Stanisław Cheliński (założyciel, z Warszawy)
- Czesław Chmielewski[19][20]
- Mieczysław Chmielewski[20]
- Witold Chodźko[18]
- Bernard Chrzanowski[20]
- Wiesław Czermiński[21] (założyciel, z Lublina)
- Sławomir Czerwiński[18]
- Witold Czerwiński[22]
- Jan Dębski (prawdopodobnie od 1918)[23]
- Wiesław Domaniewski (członek KC 1930)
- Feliks Dutkiewicz[18]
- Julian Eberhardt[18]
- Wanda Grażyna Gałecka-Szmurło
- Bolesław Gawlik (od 1931)
- Stanisław Gierat[24] (od 1933)
- Józef Głowacki[20]
- Kazimierz Godlewski
- Kazimierz Gorzkowski (od 1933)
- Ignacy Grabski
- Tomasz Graczykowski (od 1919)
- Aleksander Graff (założyciel, z Kijowa, członek KC 1918–1919)
- Jadwiga z Chrząszczewskich Graffowa, późniejsza Suchodolska
- Michał Grażyński (członek KC 1927–1929, 1932)
- Stanisław Groniowski[25]
- Jan Grzywaczewski (od 1938)
- Maksymilian Hasiński
- Władysław Hedinger (założyciel, z Poznania)
- Stefan Higersberger
- Aleksander Konstanty Ivánka (od 1937)
- Stanisław Janicki
- Stanisław Janikowski (założyciel, z Warszawy, członek KC 1918–1926)
- Romana Jankowska-Zalewska
- Jan Stanisław Jankowski (członek KC 1920, 1923–1926)
- Tadeusz Jankowski (od 1918)
- Henryk Jarczyk
- Maria Jaworska[19]
- Witold Jeszke[20]
- Jan Kaczmarek[26]
- Adam Kaczorowski[18]
- Emil Kaliński[18]
- Zygmunt Kalkstein
- Władysław Kamiński[27]
- Stanisław Leopold Kapuściński
- Stefan Kapuściński (członek KC 1923–1924)
- Tadeusz Katelbach
- Kazimierz Kierzkowski[19] (od 1926)
- Edmund Kłopotowski (członek KC w 1930)
- Tytus Komarnicki
- Janina Komornicka
- Roman Konkiewicz[20]
- Józef Korpała (od 1932)
- Mieczysław Korzeniewski
- Zygmunt Kraczkiewicz (od 1933)
- Leonard Krawulski[18]
- Felicjan Lechnicki (od 1926)
- Tadeusz Lechnicki
- Zdzisław Lechnicki (założyciel, członek KC 1926–1930)
- Stefan Lenartowicz[26]
- Wacław Malewski
- Władysław Malski[27]
- Jan Małeczyński (od 1934)
- Józef Małowieski (członek KC 1929, 1933–1936)
- Leon Marszałek (od 1934)
- Janina Mazanowska-Rusinkowa (od 1940)
- Stanisław Mazurek (od 1933)
- Zdzisław Mieniewski
- Stanisław Molenda
- Stefan Mydlarz
- Wacław Niwiński
- Ignacy Nowak[20]
- Jerzy Nowak
- Jan Olech
- Piotr Olewiński[19]
- Antoni Olszewski[18]
- Gustaw Orlicz-Dreszer (założyciel)
- Stanisław Paprocki (członek KC 1926–1927, 1930–1936)
- Edward Pepłowski[18]
- Mieczysław Peszczyński
- Maria Piskorska (od 1938)
- Tomasz Piskorski
- Anna Podgórska
- Przemysław Podgórski (założyciel)(*)
- Stanisław Podwiński
- Antoni Ponikowski[18]
- Wiktor Zygmunt Przedpełski[19]
- Tadeusz Ptaszycki (od 1937)
- Władysław Raczkiewicz[18]
- Władysław Raczkowski (od 1937)
- Janusz Rakowski
- Zygmunt Rusinek (założyciel, z Krakowa)
- Stanisław Sadkowski (członek KC w 1933)
- Teodor Seidler[19][28]
- Mieczysław Seydlitz
- Włodzimierz Seydlitz (założyciel, z Poznania)
- Władysław Sieroszewski (od 1938)
- Gustaw Simon[18]
- Czesław Siwecki (założyciel, z Sandomierza)
- Franciszek Ursus Siwiłło
- Józef Marian Sosnowski (od 1937)
- Bolesław Srocki[19] (od 1922, członek KC 1923–1926, 1928, 1935–1936)
- Lech Stachowiak (założyciel, ze Lwowa)
- Kazimierz Stańczykowski
- Ludwik Stańczykowski (od 1933)
- Adam Stebelski (członek KC w 1933)
- Edmund Strauch (od 1925, członek KC w 1930)
- Jan Strawiński
- Zdzisław Stroński[19]
- Józef Stypiński[19]
- Leon Suchorzewski[29]
- Lech Suchowiak (założyciel?, od 1927?)
- Leon Surzyński[20]
- Józef Syska[30]
- Przemysław Szczekowski
- Jerzy Szper (od 1935)
- Jerzy Szurig[25] (od 1922, sekretarz KC 1926–1930)
- Wacław Szurig
- Stefan Szwedowski (członek KC 1923–1924, 1930)
- Bolesław Szymanowski
- Jerzy Szyndler (od 1941)
- Wacław Szyszkowski
- Jerzy Śliwowski (od 1936)
- Antoni Świąckiewicz
- Stefan Świętorzecki (od 1930)
- Szczęsny Tarnowski
- Edward Taurogiński[19]
- Stanisław Tazbir (od 1918)[31]
- Teodor Tyc
- Romuald Tyczyński (od 1939)
- Tadeusz Wałek-Czernecki
- Melchior Wańkowicz[32]
- Stanisław Widomski[18]
- Antoni Wierusz[20]
- Ireneusz Wierzejewski[20]
- Maksymilian Wilimowski[20]
- Bronisław Wojciechowski[19]
- Kazimierz Wójcicki (od 1936)
- Bolesław Wścieklica
- Kazimierz Wyszyński[2] (założyciel, z Lublina, członek KC 1918–1922)
- Witold Wyszyński
- Czesław Zagórski
- Kazimierz Zakrzewski
- Władysław Zakrzewski (od 1934)
- Mieczysław Zaleski[33]
- Antoni Andrzej Zalewski
- Eugeniusz Zdrojewski[26]
- Gustaw Zieliński (założyciel, z Warszawy, członek KC 1919–1921, 1924, 1927, 1931–1932)
- Tadeusz Żenczykowski

(*) – według Stefana Szwedowskiego Przemysław Podgórski ostatecznie nie wstąpił do ZP, powołując się na fakt otrzymania wysokiego stanowiska w rządzie Ignacego Daszyńskiego.